# 171P/Spahr
171P/Spahr è una cometa periodica appartenente alla famiglia delle comete gioviane. La cometa è stata scoperta il 16 novembre 1998, la sua riscoperta il 7 settembre 2005 ha permesso di numerarla definitivamente.

## Particolarità orbitali
La cometa ha una MOID di meno di 0,05 UA, pari a circa 6 milioni di km, col pianeta Giove. All'inizio dell'aprile 1842 la cometa ha avuto un incontro estremamente ravvicinato con Giove entrando nella sua sfera di Hill ed avvicinandosi ai satelliti medicei, questo incontro, o uno analogo precedente ha cambiato l'orbita originaria in quella attuale; probabilmente un futuro incontro di tale tipo cambierà nuovamente la sua orbita modificandola drasticamente.